# Sensenruth
Sensenruth (Waals: Sansanru) is een dorp in de Belgische provincie Luxemburg en een deelgemeente van de stad Bouillon in het arrondissement Neufchâteau. In de deelgemeente liggen ook de gehuchten Curfoz en Briahan.

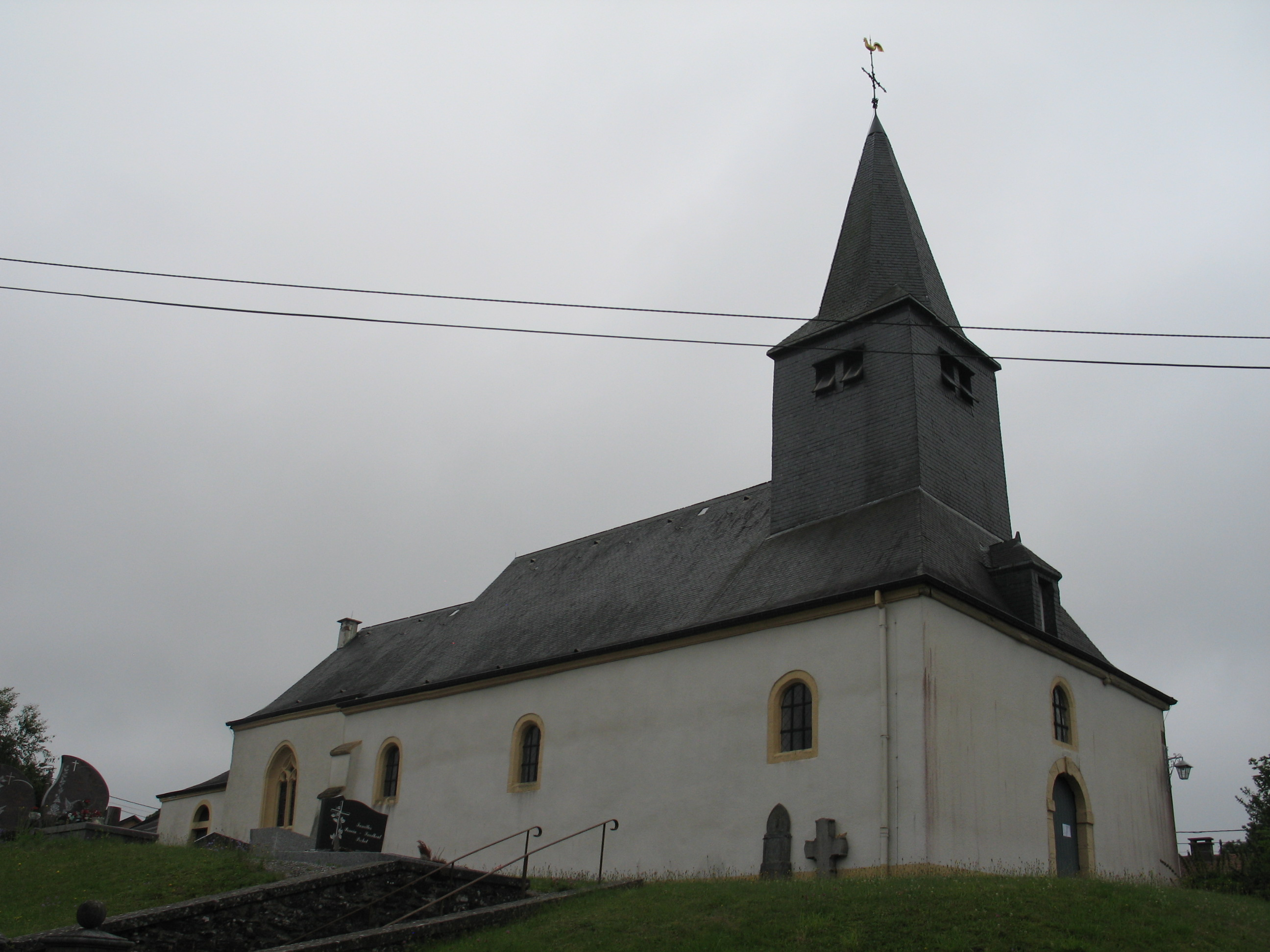
Église Saint-Lambert

## Geschiedenis
De plaats werd vroeger Sansanruz genoemd. Op het eind van het ancien régime werd Sansanruz een gemeente in het toenmalige Franse departement Ardennes. De gemeente Curfoz werd in 1823 bij Sensenruth gevoegd.
In 1841 werd Ucimont afgesplitst als zelfstandige gemeente. Ook Botassart werd afgesplitst en in de gemeente Ucimont ondergebracht.

## Demografische ontwikkeling
- Bronnen:NIS, Opm:1831 tot en met 1970=volkstellingen, 1976= inwoneraantal op 31 december
- 1846: Afsplitsing Ucimont

## Bezienswaardigheden
- De Église Saint-Lambert

Deelgemeenten: Bellevaux · Bouillon · Corbion · Dohan · Les Hayons · Noirefontaine · Poupehan · Rochehaut · Sensenruth · Ucimont · Vivy

Overige dorpen: Botassart · Curfoz · Frahan · Mogimont

Overige kernen: Ban d'Alle · Bas Dohan · Beauchenai · Bèrôpré · Bodimont · Boulet · Briahan · Château-le-Duc · Claimont · Closures · Combra · Dessus le Moulin · Germauchamps · Grand Hez · Gros Hêtre · L'Espérance · La Boûle · La Cornette · La Charité · La Gemelle · La Heurette · La Justice · La Patte d'Oie · La Pichelotte · La Ramonette · Lauwé · Laviot · Le Ban · Le Bondon · Le Couroi · Le Soyisse · Le Stayi · Les Blancs Cailloux · Les Champs Bouloi · Les Côtes · Les Crêtes de Frahan · Les Différends · Les Enclaves · Les Longs Champs · Les Quatre Chemins · Les Sentinés · Les Trois Fontaines · Loveté · Menuchenet · Merleux Han · Mohan · Moulin du Bochet · Pré Hoc · Remifontaine · Rond le Duc · Rond Napoléon · Scotifontaine · Tirifontaine · Vardon

Belgische gemeenten · Arrondissement Neufchâteau · Luxemburg · Wallonië